# Halictus virgatellus
Halictus virgatellus är en biart som beskrevs av Cockerell 1901. Halictus virgatellus ingår i släktet bandbin, och familjen vägbin. Inga underarter finns listade i Catalogue of Life.